# Kurt Wüthrich
Kurt Wüthrich (* 4. října 1938 Aarberg, kanton Bern) je švýcarský chemik. Zabývá se oblastí strukturní biologie a strukturální genomiky a zasloužil se o rozvoj metod nukleární magnetické rezonance. Za to byl oceněn Nobelovou cenou za chemii za rok 2002, již spolu s ním získali ještě John B. Fenn a Kóiči Tanaka.
Kurt Wüthrich vystudoval Univerzitu v Bernu a doktorát získal na Univerzitě v Basileji roku 1964. V současnosti působí ve výzkumném institutu Scripps Research Institute v Kalifornii a na Spolkové vysoké technické škole v Curychu.